# Amerikaanse dwergeekhoorns
De Amerikaanse dwergeekhoorns (Microsciurus) zijn een groep van eekhoorns uit de onderfamilie Sciurinae. Deze eekhoorns leven in de regenwouden van Centraal- en Zuid-Amerika.

## Kenmerken
Met een kopromplengte van 15 centimeter en een staartlengte van 12 centimeter zijn de dwergeekhoorns overigens nauwelijks kleiner dan een rode eekhoorn. De vacht is aan de bovenzijde grijs of bruin en aan de onderzijde wit van kleur.

## Taxonomie
Er worden 10 soorten in dit geslacht geplaatst:
- Microsciurus alfari – Panamadwergeekhoorn
- Microsciurus boquetensis
- Microsciurus flaviventer – Amazone-dwergeekhoorn
- Microsciurus isthmius
- Microsciurus mimulus – Westelijke dwergeekhoorn
- Microsciurus otinus
- Microsciurus sabanillae
- Microsciurus santanderensis
- Microsciurus similis
- Microsciurus simonsi